# 대한민국 축제박람회
대한민국 축제박람회는 2006년부터 매년 부산컨벤션센터에서 개최되는 박람회이다. 대한민국 축제박람회 조직위원회가 주최하고 부산광역시청, 문화체육관광부, 한국관광공사, 전국시도지사협의회, 전국 시장군수구청장협의회, 부산광역시교육청, KBS 부산방송총국, 부산문화방송, KNN, 부산일보가 후원한다. 최근에 개최된 박람회는 2008년 6월 20일부터 6월 24일까지 부산컨벤션센터에서 개최되었다.